# Joanna II Burgundzka
Joanna II Burgundzka fr. Jeanne de Bourgogne (ur. 1291, zm. 21 stycznia 1330 w Roye) – hrabina-palatynka Burgundii od 1303 roku, królowa Francji i Nawarry w latach 1316–1322 jako żona Filipa V Długiego, hrabina Artois od 1329 roku.

## Pochodzenie
Urodziła się w 1291 roku jako najstarsze dziecko Ottona IV, hrabiego Burgundii i Mahaut d’Artois. Jej matka była hrabiną Artois, parem Francji od 1309 roku i prawnuczką króla Ludwika VIII Lwa. Joanna miała dwójkę rodzeństwa: Blankę i Roberta.

## Hrabina-palatynka Burgundii
W 1303 roku po śmierci swego ojca została hrabiną-palatynką Burgundii. Regencję w jej imieniu sprawowała matka.

## Małżeństwo i skandal w wieży Nesle
W styczniu 1307 roku w Corbeil Joanna poślubiła Filipa, drugiego syna króla Filipa IV Pięknego i królowej Joanny I. Od 1311 roku jej mąż nosił tytuł hrabiego Poitiers.
W 1314 roku, na skutek skandalu w wieży Nesle (jej siostra Blanka i ich daleka kuzynka Małgorzata Burgundzka za romanse z braćmi d’Aunay zostały uwięzione w Château Gaillard), Joannę ogolono na łyso i ubrano w worek, po czym uwięziono w zamku Dourdan. Hrabinę uznano za winną zatajenia romansu swoich szwagierek. Odzyskała wolność pod koniec 1314 roku dzięki naciskom męża i matki.

## Królowa Francji i Nawarry
20 listopada 1316 roku po śmierci Jana I Pogrobowca rozpoczął się spór o sukcesję. Mężowi Joanny udało się przekonać baronów, aby odrzucili prawa 4-letniej Joanny, jedynej córki Ludwika X Kłótliwego i Małgorzaty Burgundzkiej i sam zasiadł na tronie. Aktywną rolę we wspieraniu Filipa pełnił jego stryj Karol Walezjusz i matka Joanny Mahaut. Koronacja małżonków odbyła się 9 stycznia 1317 roku w Reims.
Joanna nie odegrała żadnej roli politycznej. Nie ma w źródłach żadnej informacji o tym, aby jako królowa dążyła do uwolnienia swojej siostry Blanki z Château Gaillard.

## Ostatnie lata życia
Joanna została wdową 3 stycznia 1322 roku. Następnym królem Francji i Nawarry został mąż jej siostry, Karol IV Piękny, który jeszcze w 1322 roku unieważnił swoje małżeństwo Blanką.
Z racji powołania się przez Filipa V w 1316 roku na prawo salickie, żadna z córek jego i Joanny nie mogła ubiegać się o tron.
Królowa-wdowa zamieszkała w wieży Nesle. W listopadzie 1329 zmarła jej matka i Joanna odziedziczyła hrabstwo Artois, lecz przeżyła ją tylko o 2 miesiące.
Pochowana w bazylice w Saint-Denis. W swoim testamencie ufundowała collège de Bourgogne w Paryżu.

## Potomstwo
Z małżeństwa z Filipem miała pięcioro dzieci:
- Joannę (ur. 1308, zm. 1347), żonę Eudoksjusza IV, księcia Burgundii,
- Małgorzatę (ur. 1309, zm. 1382), żonę Ludwika I de Nevers, hrabiego Nivernais, Flandrii i Rethel,
- Izabelę (ur. ok. 1311, zm. 1348), żonę Guiguesa de La Tour du Pin, delfina Viennois, następnie barona Jana de Faucigny,
- Blankę (ur. 1313, zm. 1358), zakonnicę,
- Ludwika Filipa (ur. 1316, zm. 1317)[1].

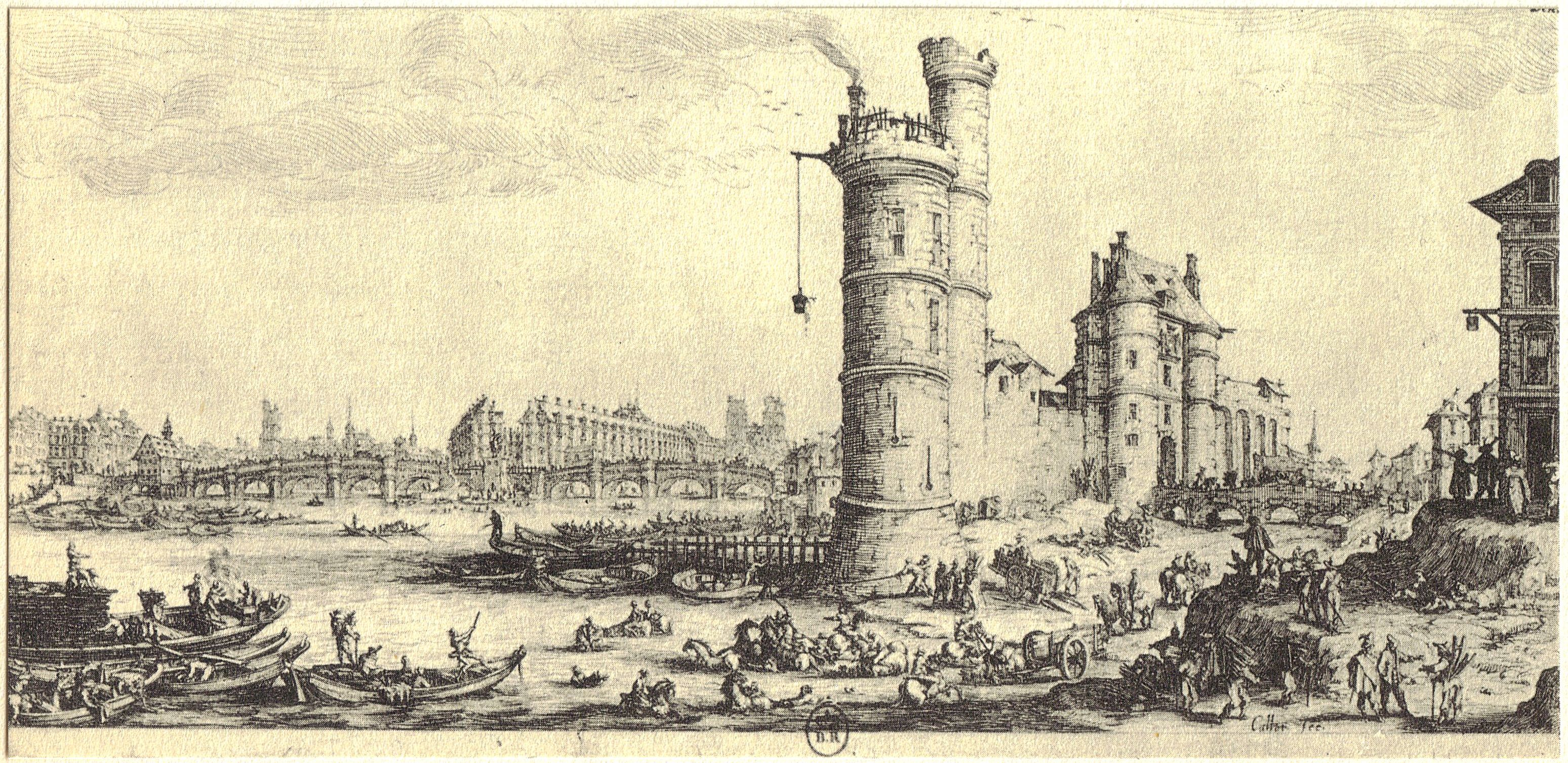
Wieża Nesle w Paryżu, w tle Pont Neuf